# Ґешталь

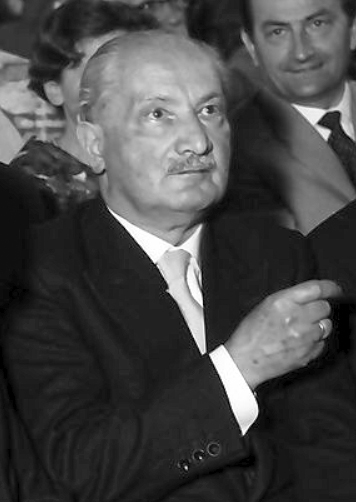
Німецький філософ-екзистенціаліст Мартін Гайдеґґер, 1960.

Ґéшталь або Gestell — філософське поняття з німецького слова Рамка або Опора (нім. Das Gestell), використане філософом Мартіном Гайдеґґером для опису того, що лежить в основі філософії сучасних технологій. Гайдеґґер ввів цей термін у 1954 році в праці «Питання про технологію», заснованому на лекції «Das Gestell», вперше прочитаній 1 грудня 1949 року в Бремені. Саме слово походить від кореня слова stellen, що означає «ставити» або «розміщувати», і поєднується з німецьким префіксом Ge-, який означає форму «збирати».
Гайдеґґер описує технічне мислення як образне мислення, яке розуміє перед собою істоту як об'єкт, і водночас розуміє їх у часовому теперішньому просторі як існуюче стосовно простору. Таким чином, людина за допомогою технології уявляє (моделює) природу як простий ресурс за допомогою технічних засобів, які Гайдеґґер називає «ґешталем».

## Сутність поняття
Визначаючи сутність технології як Gestell, Гайдеґґер вказав, що все, що з'явилося у світі, було оформлено в рамки. Таке обрамлення стосується того, як реальність з'являється або розкривається в період сучасної технології, і люди, народжені в цьому «способі впорядкування», завжди вбудовані в Gestell. Таким чином, те, що відкрито у світі, те, що показало себе так, яким воно є (правда про себе), спочатку потребувало оформлення, буквально — способу існування у світі, щоб бути видимим і зрозумілим. Що стосується сутності технології та того, як ми бачимо речі в нашу технологічну епоху, то світ розглядається як «постійно-резервний», тобто, дуалістичний: теперішній (технологічний прогрес) та латентний (катастрофічна доісторична епоха). Гайдеґґер пише:
Оформлення означає збирання воєдино тієї установки, яка встановлює на людину, тобто викликає її вперед, щоб відкрити реальне, у способі впорядкування, як постійний резерв. Фреймінг означає такий спосіб розкриття, який має вплив на суть сучасної технології і який сам по собі не є технологічним. 
Окрім того, Гайдеґґер використовує це слово незвичним способом, надаючи Ґешталю активну роль. У звичайному вживанні це слово означало б просто пристрій відображення, себто, об'єкт, наприклад книжкову полицю або рамку для картин, але для Гайдеґґера Ґешталь — це інструмент, що розкриває речі для їх презентації.

## Пізніші погляди
Альберт Боргманн розширив концепцію Gestell Гайдеггера, запропонувавши більш практичну концептуалізацію сутності техніки. Фреймінг Гайдеггера став парадигмою пристрою Боргмана, яка пояснює інтимні стосунки між людьми, речами та технологічними пристроями.